# Orden de la Corona de India
La Orden Imperial de la Corona de India es una orden de la India Británica, actualmente no otorgada.

## Historia
La orden fue creada el 31 de diciembre de 1877 con motivo de la adopción por parte de la soberana del título de emperatriz de India, ocurrido el 1 de enero de 1876 En la propia fecha de creación de la orden fueron nombradas las primeras damas de la orden: 17 princesas británicas, 8 princesas indias y 18 damas emparentadas con altos funcionarios relacionados con la India Británica.
En la actualidad el único miembro de la misma es de iure el propio soberano de la orden, Carlos III del Reino Unido. Quién no ha tomado posesión de ella por lo que se considera extinta en la práctica 

## Estructura

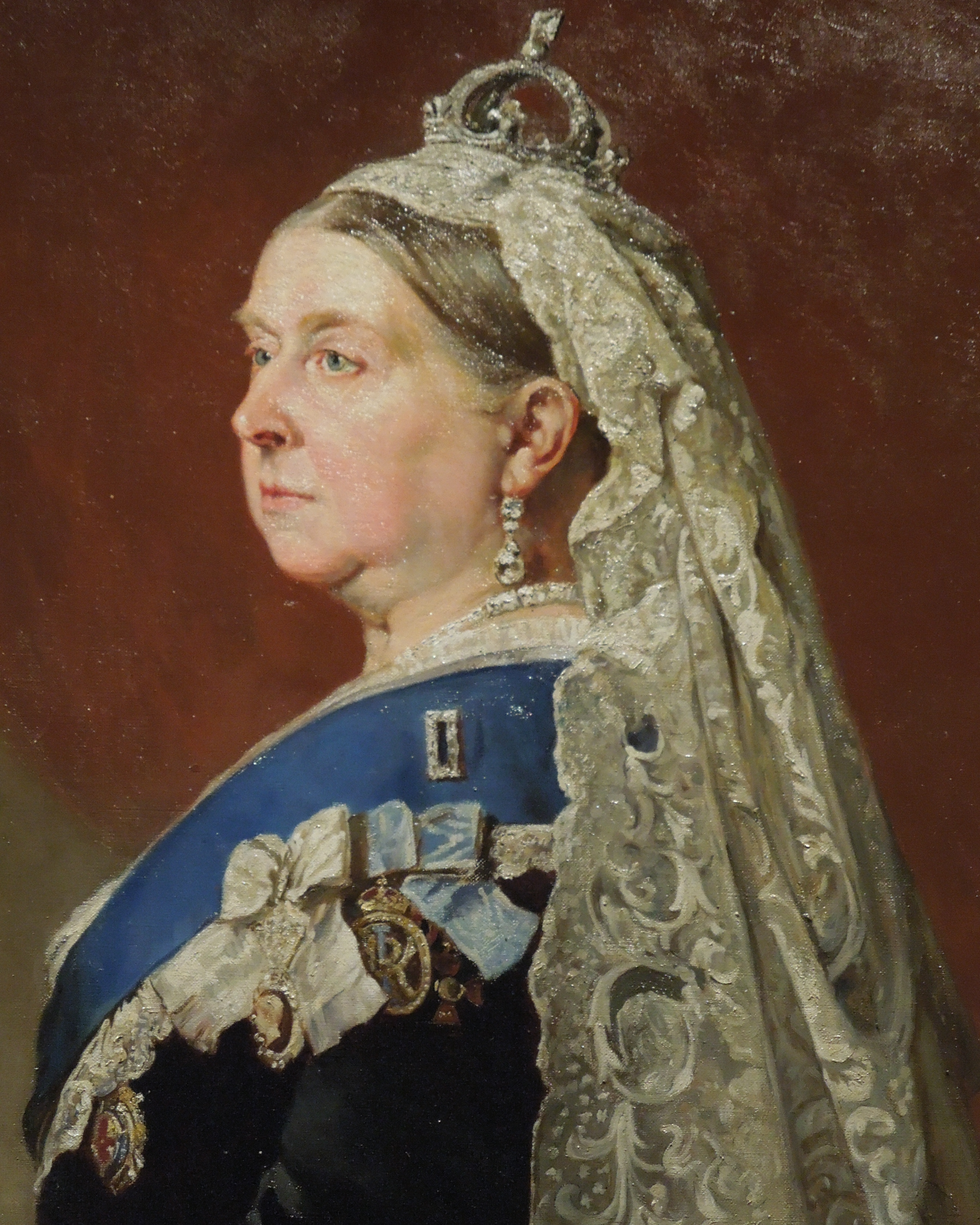
La primera soberana de la orden, la reina Victoria, retratada llevando en el centro de las insignias portadas por la misma en su hombro izquierdo. (Óleo de Heinrich von Angeli de 1885 conservado en el Museo Massena, Niza)

La orden contaba con una única categoría, dama. Podía ser nombradas miembros de la orden las princesas británicas mayores de dieciocho años, esposas o familiares de príncipes indios, otras damas indias así como las esposas o familiares de algunos altos funcionarios de la India Británica. En concreto las del virrey de India, los gobernadores de Madrás, Bombay y Bengala, del comandante en jefe de India, del secretario de Estado para India y del gobernador general de India.

## Insignia
La insignia de la orden consistía en las iniciales entrelazadas de la reina Victoria V[ictoria] R[egina] I[mperatrix] (en latín, Victoria, reina y emperatriz), en oro, guarnecidas las dos primeras de perlas y la tercera de turquesas. Estas iniciales se inscribían en un aro ovalado de oro guarnecido de perlas. Este aro se unía a la cinta de la orden (que se disponía en forma de lazo) mediante la corona de San Eduardo.
Las damas de la orden llevaban el lazo con la insignia en la parte izquierda del pecho.

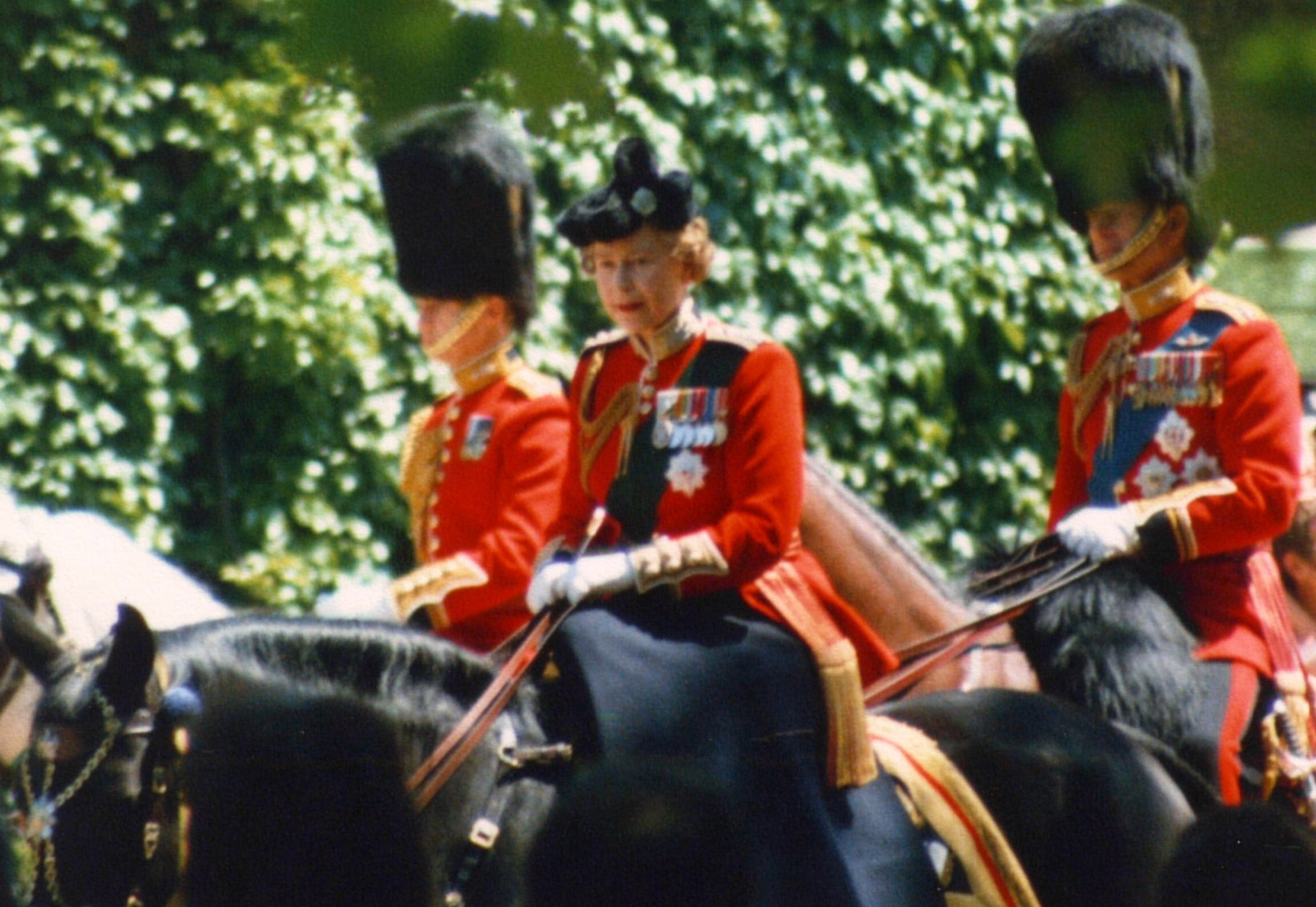
La reina Isabel II llevando la insigna de la orden, primera de las que se encuentran en la parte izquierda de su pecho. (Trooping the colour, 1986)

En las últimas ocasiones en que ha sido llevada por la actual soberana de la orden ha sido la insignia con la cinta, en la forma sencilla de medalla.